# Lomilomi

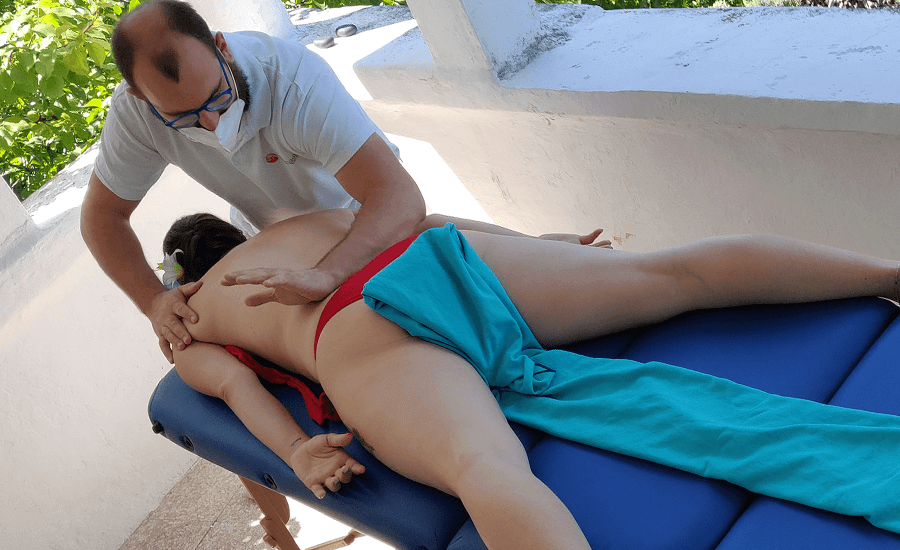
Un masseur pratiquant un lomilomi.

Lomilomi, peut s'écrire lomi lomi et est aussi appelé massage hawaïen (en hawaïen, lomi lomi signifie : "presser" ou "malaxer"), est une forme ancienne de massage que pratiquent les indigènes polynésiens de Hawaï. Les guérisseurs traditionnels, qui l'utilisent dans leur pratique, s'en transmettent les techniques depuis de nombreuses générations. Lomi lomi c'est le toucher dans l'esprit de aloha (respect, attention) qui relie le corps, le cœur et l’âme à la source de vie. 

## La pratique du massage lomilomi
C'est avant tout un massage à l'huile. Le praticien utilise de l'huile chaude en grande quantité.
Les mouvements utilisés sont très amples et plutôt rapides, rappelant ainsi les vagues, la mer, le va-et-vient de l'eau des îles d'Hawaï. Parfois, une musique hawaïenne accompagne la séance. Les praticiens lomilomi utilisent surtout les avant-bras pour masser. À Hawaï, le traitement dans les spas comprend souvent un bain de vapeur et un massage avec le sel hawaïen.

## Liens
- Hawaiian Lomilomi Association